# Irene Saez
Mona Irene Lailin Sáez Conde (sinh ngày 13 tháng 12 năm 1961 tại Caracas, Venezuela) là một hoa hậu Venezuela nổi tiếng. Bà từng đoạt danh hiệu Hoa hậu Venezuela 1981 và đại diện cho "vương quốc sắc đẹp" tham dự cuộc thi Hoa hậu Hoàn vũ 1981 tổ chức tại thành phố New York. Kết quả cuối cùng, bà đã xuất sắc đăng quang danh hiệu Hoa hậu Hoàn vũ ở tuổi 19, mang về chiếc vương miện Hoa hậu hoàn vũ lần thứ hai cho Venezuela.
Bên cạnh vai trò là một nữ hoàng sắc đẹp, Irene Saez còn là một chính trị gia nổi tiếng. Bà từng là thị trưởng Chacao, một trong năm đơn vị hành chính của thủ đô Caracas và từng tham gia tranh cử chức tổng thống Venezuela vào năm 1998 nhưng không thành công. Về sau, bà chuyển đến sống ở Florida, Mỹ.